# Яшин Олександр Якович
Олександр Якович Яшин (справжнє прізвище — Попов; рос. Александр Яковлевия Яшин; нар. 14 (27) березня 1913 — пом. 11 липня 1968) — російський радянський поет, прозаїк. Лауреат Сталінської премії.

## Біографія
Народився 14 березня (27 за новим стилем) 1913 року у селі Блудново (тепер Нікольського району Вологодської області) в селянській родині. 1931 року закінчив педагогічний технікум у місті Нікольське, вчителював у селі. Почав друкуватися 1928 року. Перша збірка віршів «Пісні Півночі» побачила світ 1934 року в Архангельську.
З 1935 року жив у Москві. 1941 року закінчив Літературний інститут імені Горького. Того ж року став членом ВКП(б).
У роки німецько-радянської війни добровольцем пішов на фронт. Як військовий кореспондент і політпрацівник брав участь в обороні Ленінграда і Сталінграда, у визволенні Криму. У цей час видано його збірки віршів «На Балтиці було» (1942) і «Місто гніву» (1943). Яшин був демобілізований за станом здоров'я 1944 року.
У післявоєнні роки багато їздив по Радянському Союзу: на Північ, Алтай, будівництво гідроелектростанцій, цілину. Після війни серед виданих збірок: "Свіжий хліб" (1957), "Совість" (1961), "День творіння" (1968).
Помер 11 червня 1968 року в Москві від раку. Поховано в рідному селі.
Посмертно видано вибрані твори в двох томах (Москва, 1972).

## Екранізації
- 1990 — «Ва-же-лі»/(рос.)«Ры-ча-ги» (1990, Одеська кіностудія, к/м фільм за мотивами однойменного оповідання О. Яшина; реж. Л. Бурлака)

## Нагороди
- Сталінська премія другого ступеня (1950) — за поему «Олена Фоміна» (1949). 1952 року цю поему видано в Києві в перекладі українською мовою.
- орден Червоної Зірки і медалі.

## Увічнення пам'яті
Іменем Яшина названо вулицю у Вологді, школу-інтернат у Нікольську, поетові поставлено пам'ятники та відкрито музеї в Нікольську і Блуднові.